# محمد بن عطیه
محمد بن عطیه (انگلیسی: Mohamed Ben Attia؛ زادهٔ ۵ ژانویهٔ ۱۹۷۶) کارگردان فیلم، و فیلم‌نامه‌نویس اهل تونس است.

## فیلم ها
هادی (فیلم)